# Okręg wyborczy Groom
Okręg wyborczy Groom (ang. Division of Groom) – jednomandatowy okręg wyborczy do Izby Reprezentantów Australii, położony w stanie Queensland, na zachód od Brisbane. Pierwsze wybory odbyły się w nim w 1984 roku, jego patronem jest były spiker Izby Reprezentantów Littleton Groom. 

## Lista posłów
| okres urzędowania | poseł          | przynależność                                                                           |
| ----------------- | -------------- | --------------------------------------------------------------------------------------- |
| 1984-1988         | Tom McVeigh    | Narodowa Partia Australii                                                               |
| 1988-1998         | Bill Taylor    | Liberalna Partia Australii                                                              |
| 1998-2016         | Ian Macfarlane | Liberalna Partia Australii (1998-2010) Liberal National Party of Queensland (2010-2016) |
| od 2016           | John McVeigh   | Liberal National Party of Quennsland                                                    |

źródło: 